# Llengües catawba
Les llengües catawba, o sioux orientals formen una petita família lingüística a l'est d'Amèrica del Nord. La família catawba és una branca de la més gran siouan o Siouan–Catawba. La família catawba consisteix en dues llengües:
1. Catawba (†)
2. Woccon (†)

Ambdues estan actualment extingides (†). No estaven estretament relacionats.